# Jan Haering

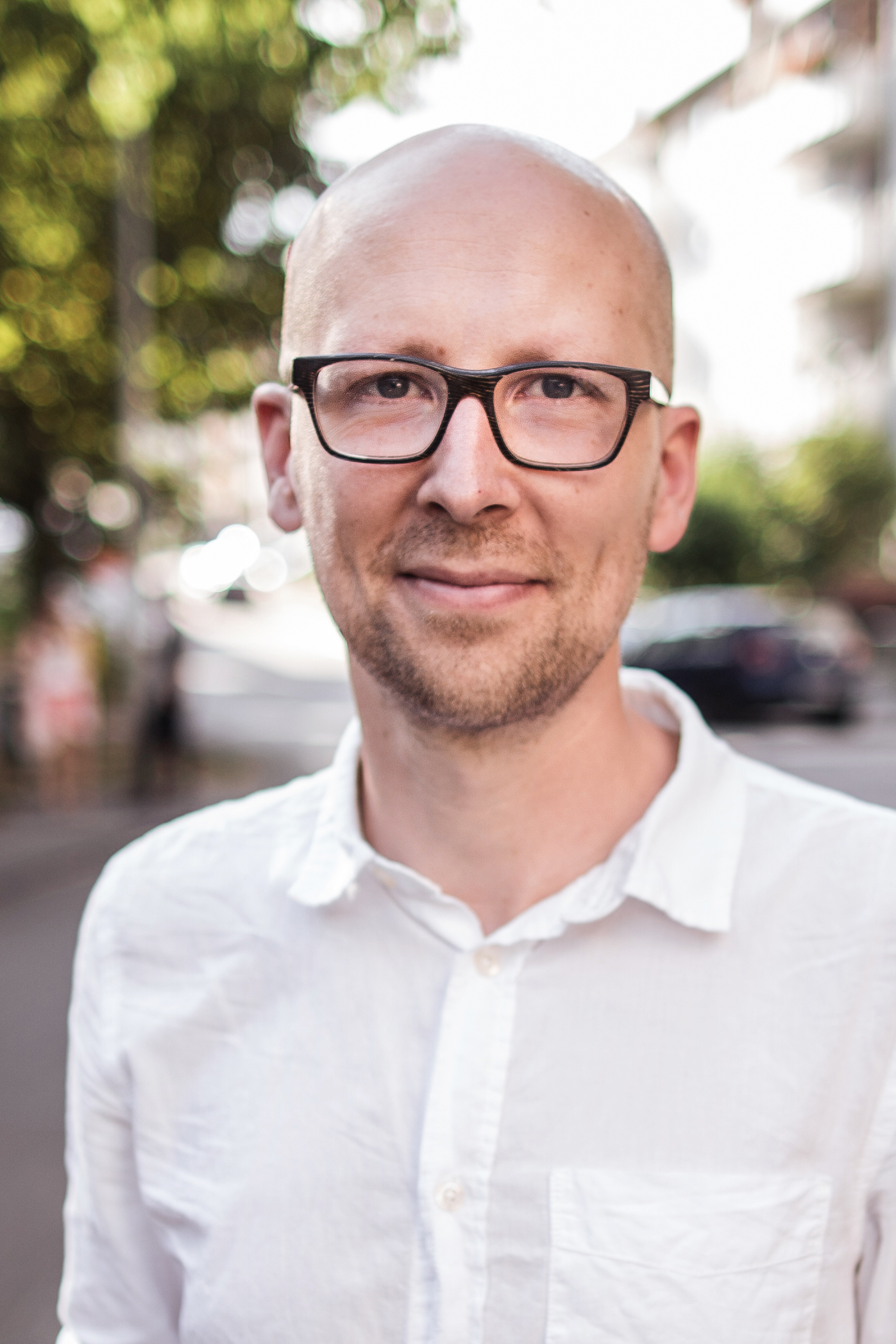
Jan Haering (2015)

Jan Haering (* 1979 in Hagen) ist ein deutscher Filmregisseur und Drehbuchautor.

## Leben
Jan Haering absolvierte nach dem Abitur ein Jahrespraktikum bei einer Kölner Produktionsfirma. Kurz darauf realisierte er als Regisseur und Autor Reisereportagen für die Reihe Voxtours. Ab 2008 studierte er „Szenische Regie“ an der Filmakademie Baden-Württemberg. Im Rahmen des Studiums wurde er für die Hollywood-Masterclass an der UCLA in Los Angeles ausgewählt und erhielt für seine Studienleistungen das Deutschland-Stipendium. Sein Diplomfilm „Sicher ist Sicher“ gewann 2015 den ProSiebenSat.1 „PrimeTime-Award“ und den Caligari-Preis der Filmhochschule.

## Filmografie (Auswahl)
- 2006: Loose Connection (Kurzfilm), Drehbuch & Regie
- 2009: Zwei Welten (Kurzfilm), Drehbuch & Regie
- 2010: Bambule (Kurzfilm), Drehbuch & Regie
- 2012: Eine Lange Nacht (Mittellanger Film), Drehbuch & Regie
- 2016: Sicher ist Sicher (TV-Film), Drehbuch & Regie
- 2017: Liebe auf den ersten Trick (TV-Film), Drehbuch
- 2018: In unserem Leben (TV-Film), Drehbuch zusammen mit Florian Schnell
- 2019: Die Königin (TV-Serie), Drehbuch (Headautor)
- 2019–2021: WaPo Bodensee, Regie 8 Folgen, Drehbuch 2 Folgen
- 2023–2024: Die Notärztin, 6 Folgen, Drehbuch & Regie
- 2024: Zitronenherzen (Fernsehfilm, Regie)